# Albert-László Barabási
Albert-László Barabási (n. 30 martie 1967, Cârța, Harghita, România) este un fizician secui, membru de onoare al Academiei Române în cadrul Secției de Științe Fizice (28 iunie 2018), cunoscut pentru cercetările sale în domeniul teoriei rețelelor.  
Barabási a fost profesor la Universitatea Notre Dame și este în prezent profesor și director al Centrului de Cercetare a Rețelelor Complexe al Universității Northeastern. El este membru asociat al Centrului de Biologie Sistematică a Cancerului la Institutul Dana-Farber al Universității Harvard și profesor la Centrul de Științele Rețelelor la Universitatea Central Europeană din Budapesta.
În 1999 a introdus conceptul rețelelor fără scară și a propus modelul Barabási–Albert pentru a explica existența lor răspândită în sistemele naturale, tehnologice și sociale, de la telefonul celular la World Wide Web și comunitățile online.

## Familia și studiile
Barabási s-a născut la spitalul din Cârța, într-o familie de maghiari din orașul Bălan, județul Harghita, România. Tatăl lui, László Barabási, a fost un istoric, director de muzeu și scriitor, iar mama lui, Katalin Keresztes, a predat literatură, iar mai târziu a devenit directoarea unui teatru pentru copii. Și-a petrecut copilăria în Bălan, iar la liceu a studiat științele și matematica la Liceul Marton Aron din Miercurea Ciuc; în clasa a zecea a câștigat olimpiada locală de fizică. Între anii 1986 și 1989 a studiat fizica și ingineria la Universitatea din București. În anii de facultate a început cercetarea pe tema teoriei haosului, publicând trei articole.
În 1989, la vârsta de 22 de ani, Barabási a emigrat în Ungaria împreună cu tatăl său. În 1991 a terminat masteratul la Universitatea Eötvös Loránd din Budapesta, sub îndrumarea lui  Tamás Vicsek, apoi s-a înscris la studii de fizică la Universitatea din Boston, unde a făcut un doctorat în 1994 sub îndrumarea lui H. Eugene Stanley.

## Cariera academică
După un an de studii post-doctorale la Centrul de Cercetare Thomas J. Watson al IBM, Barabási s-a alăturat cadrului didactic al Universității Notre Dame în 1995. În 2000, la vârsta de 32 de ani, a fost numit profesor de fizică Emil T. Hofman, devenind cel mai tânăr profesor în posesia unui titlu al acestei universități. În 2004 a fondat Centrul de Cercetare al Rețelelor Complexe.
În 2005-06 a fost profesor invitat la Universitatea Harvard. În toamna anului 2007 Barabási a părăsit Notre Dame pentru a deveni profesor distins și director al Centrului pentru Științe de Rețea la Universitatea Northeastern și s-a alăturat Departamentului de Medicină al Facultății de Medicină Harvard.
În 2008 Barabási deținea cetățenie maghiară, română și SUA.

## Cercetare și realizări
Barabási a fost un contribuitor semnificativ la dezvoltarea științelor de rețea și la fizica statistică a sistemelor complexe. Contribuția sa majoră a fost descoperirea conceptului de rețea fără scară. A semnalat lipsa de scară a Wold Wide Web în 1999 și în același an a propus modelul Barabási–Albert într-o publicație cu Réka Albert în jurnalul Science. Acest model descrie cum creșterea și atașarea preferențială sunt responsabile pentru apariția proprietății lipsei de scară în rețelele adevărate.
Mai târziu Barabási a demonstrat că lipsa scării apare și în sistemele biologice, mai precis în rețelele metabolice și rețelele de interacțiune între proteine. În 2001 a publicat un nou articol cu Réka Albert and Hawoong Jeong în care demonstrează o slăbiuciune a rețelelor fără scară, anume că ele sunt rezisente la deranjamente arbitrare dar susceptibile unor atacuri. Acest concept este discutat în bestsellerul pentru audiență generală numit "Linked" ("Conectat").
Contribuțiile lui Barabási la biologia de rețea și medicina de rețea includ introducerea conceptului de "diseasome" ("patologom"), care descrie conexiunile dintre boli prin genele care le sunt comune. Tot el a fost pionerul folosirii big data în contextul datelor despre pacienți, în vederea explorării comorbidităților unor boli, prin suprapunerea acestora cu informații despre rețele moleculare.
Cercetarea lui asupra dinamicii umane a rezultat în descoperirea naturii "fat tailed" al timpilor dintre evenimente în tiparele de activitate umană, și a propus modelul Barabási, care demonstrează cum un model "queuing" poate explica natura de grupare/mănunchiere a activității umane. Acest subiect este discutat în cartea sa "Bursts".
Cercetarea asupra controlului rețelelor și observabilității a adus instrumentele teoriei de control în cadrul științelor de rețea. Această teorie își pune problema identificării nodurilor unei rețele prin intermediul cărora aceasta poate fi controlată, exact cum un automobil este controlat prin trei puncte: volanul, accelerația și frâna. Prin stabilirea unei cartografieri exacte între problema controlului dinamic și teoria de matching, a dezvoltat unelte pentru identificarea nodurilor de control al unui sistem. Același tip de cartografiere permite identificarea observatorilor într-o rețea (observatorii sunt noduri a căror stare permite reconstruirea stării întregului sistem).

## Premii
Barabási este membru al Societății Americane de Fizică. În 2005 i s-a acordat premiul aniversar FEBS pentru biologia sistematică și în 2006 a primit medalia John von Neumann din partea Societății John von Neumann din Ungaria, pentru realizări semnificative în științele informatice și tehnologice.
În 2004 a fost ales membru corespondent al Academiei  Maghiare de Științe. În 2007 a fost primit în Academia Europaea[5][8].
În 2008 a primit premiul C&C Japonia, pentru stimularea cercetării inovative în rețele și descoperirea că proprietatea de lipsă de scară este o trăsătură comună a diverselor rețele complexe din natură. În același an a primit și premiul Cozzarelli de la Academia Națională a Științelor, SUA.
Premiul Lagrange al Crt Foundation i-a fost acordat în iunie 2011, iar în noiembrie al aceluiași an a primit titlul de Doctor Honoris Causa al Universității Tehnice Madrid.

## Publicații selectate
- Barabási, Albert-László, Bursts: The Hidden Pattern Behind Everything We Do, 29 aprilie 2010; ISBN 0-525-95160-1 (hardcover)
- Barabási, Albert-László, Linked: The New Science of Networks, 2002. ISBN 0-452-28439-2 (pbk)
- Barabási, Albert-László and Réka Albert, "Emergence of scaling in random networks", Science, 286:509-512, 15 October 1999
- Barabási, Albert-László and Zoltán Oltvai, "Network Biology", Nature Reviews Genetics 5, 101-113 (2004)
- Barabási, Albert-László, Mark Newman and Duncan J. Watts, The Structure and Dynamics of Networks, 2006; ISBN 0-691-11357-2
- Barabási, Albert-László, Natali Gulbahce, and Joseph Loscalzo, "Network Medicine", Nature Reviews Genetics 12, 56-68 (2011)
- Réka Albert, Hawoong Jeong, and Barabási, Albert-László (1999). „The Diameter of the WWW”. Nature. 401 (6749): 130–31. arXiv:cond-mat/9907038 . Bibcode:1999Natur.401..130A. doi:10.1038/43601.
- Y.-Y. Liu, J.-J. Slotine, A.-L. Barabási, "Controllability of complex networks", Nature 473, 167-173 (2011)
- Y.-Y. Liu, J.-J. Slotine, A.-L. Barabási, "Observability of complex systems", Proceedings of the National Academy of Sciences 110, 1-6 (2013)
- Baruch Barzel and A.-L. Barabási, "Universality in Network Dynamics", Nature Physics 9, 673-681 (2013)
- Baruch Barzel and A.-L. Barabási, "Network link prediction by global silencing of indirect correlations", Nature Biotechnology 31, 720-725 (2013)
- B. Barzel Y.-Y. Liu and A.-L. Barabási, "Constructing minimal models for complex system dynamics", Nature Communications 6, 7186 (2015)